# 28564 Gunderman
28564 Gunderman è un asteroide della fascia principale. Scoperto nel 2000, presenta un'orbita caratterizzata da un semiasse maggiore pari a 2,3010082 UA e da un'eccentricità di 0,1834163, inclinata di 4,76291° rispetto all'eclittica.